# Pavlo Skoropadskyj
Pavlo Skoropadskyj (ukrajinsky Павло Скоропадський; 15. května 1873, Wiesbaden – 26. dubna 1945, Bavorsko) byl ukrajinský politik a vojevůdce, hlava Ukrajinského státu (29. dubna – 14. prosince 1918).

## Život

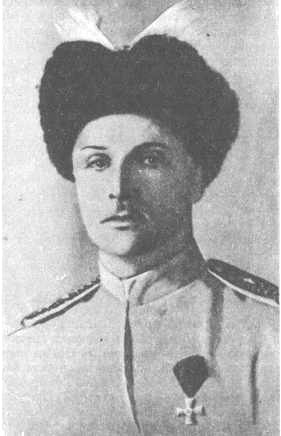
Pavlo Skoropadskyj – poslední ukrajinský hejtman

Sloužil v ruské carské armádě, zúčastnil se rusko-japonské války 1904–1905. V roce 1906 dosáhl hodnosti plukovníka a v roce 1912 se stal generálmajorem.
V období od 29. dubna 1918 do 14. prosince 1918 se ujal vlády v Ukrajinské lidové republice, prohlásil se jejím hejtmanem a republiku změnil na hejtmanát (konstituční monarchií). Ukrajinu okupovala rakouská a německá vojska, čímž zároveň na značnou dobu zastavila invazi bolševiků z východu.
Po porážce Ústředních mocností v první světové válce a odchodu německých vojsk z Ukrajiny byla vláda hejtmana Skoropadského svržená v prosinci Symonem Petljurou za pomocí dobrovolnických oddílů, tzv. Sičových střelců. Pavlo Skoropadskyj byl následně nucen emigrovat do Německa. Zemřel v Bavorsku na následek poranění utrpěných při bombardování.

## Vyznamenání
- Řád svaté Anny IV. třídy – Ruské impérium, 1904
- Řád svaté Anny III. třídy s meči – Ruské impérium, 1904
- Řád svatého Stanislava II. třídy s meči – Ruské impérium, 1905
- Řád svatého Vladimíra IV. třídy s meči – Ruské impérium, 1905
- Řád svaté Anny II. třídy s meči – Ruské impérium, 1906
- Řád červené orlice – Pruské království, 1918
- Řád svatého Vladimíra III. třídy
- Řád svatého Jiří IV. třídy